# Tre volte all'alba
Tre volte all'alba è un romanzo di Alessandro Baricco edito da Feltrinelli uscito il 21 marzo 2012. Terzo capitolo della tetralogia I Corpi, è particolarmente collegato al precedente, Mr Gwyn.

## Trama
Durante il primo incontro una donna di 42 anni riesce a farsi ricevere nella hall da un signore che la occupa e che sta aspettando di uscire per compiere il suo lavoro di venditore di bilance. Tra loro inizia un lungo ed interminabile dialogo grazie al quale i due iniziano a conoscersi. Si scopre dal dialogo che la donna a diciassette anni aveva avuto un bambino, che aveva abbandonato insieme ad altre persone e luoghi della sua vita per andare incontro all'imprevisto, e che l'uomo a tredici anni aveva assistito alla sua casa bruciata dalle fiamme e che successivamente, di fronte a quel disastro, aveva deciso per la vita futura di seguire precauzioni e misure, motivo per cui era diventato costruttore e venditore di bilance. Si rivela alla fine del dialogo, che è pure quella del racconto, che lei, così disordinata, era diventata una collaboratrice della polizia mentre lui, così ordinato, aveva commesso un crimine ed era stato trattenuto dalla donna perché arrivassero gli agenti e lo arrestassero.
Nel successivo incontro, poi, giungono di sera una ragazza molto giovane, molto bella, molto dolce, ed il suo fidanzato che non solo ha più anni di lei ma è pure volgare e violento. Dalla stanza dove sono alloggiati lei scende per chiedere degli asciugamani al portiere e i due cominciano a parlare, iniziano un dialogo nel quale è lui ad emergere. La invita a liberarsi del fidanzato, consigliandole di abbandonare l'albergo e conducendola in altri posti. Le fa sapere, durante il cammino, che si è sentito sempre disposto a salvare persone in difficoltà; padre e marito, aveva salvato i suoi familiari dall'assillo di un creditore che era diventato uno strozzino, per farlo aveva dovuto ucciderlo ed era stato in carcere per molti anni. Uscito si era ritrovato solo e abbandonato ma non aveva smesso di sentirsi richiamato dai bisogni degli altri e di sfidare per questi ogni pericolo. Infatti per salvare lei si stava esponendo a quanto gli poteva succedere se fossero stati scoperti dal suo fidanzato. Riuscito a far fuggire la ragazza l'uomo viene trovato dal fidanzato che infuriato gli rivela che la ragazza appena scomparsa aspettava un figlio.
Nel terzo e ultimo incontro, una donna della polizia ha assistito durante la notte un ragazzo di tredici anni perché sconvolto dalla visione della sua casa che bruciava e dei genitori che non erano fuggiti ed erano rimasti vittime delle fiamme. Ora, però, all'alba la donna non sopporta più di vederlo agitato e decide di condurlo presso un amico, un suo vecchio spasimante, e affidarlo a lui per il tempo necessario a liberare il ragazzo dallo stato di tensione derivato dal recente fatto. Durante il viaggio tra i due avviene un dialogo che, come gli altri tra i personaggi precedenti, è veloce e rapido. Si viene a conoscenza che il ragazzo è rimasto a guardare a distanza la casa che bruciava e i genitori che rimanevano dentro e che la donna al volante nella sua vita era sempre fuggita dall'uomo che amava. Arrivati, però, presso il suo vecchio innamorato, dopo avergli affidato il ragazzino, sembra improvvisamente disposta ad accettare l'invito dell'uomo a rimanere con lui.

## Curiosità
Questo romanzo viene citato all'interno del libro Mr Gwyn, del 2011, dello stesso Baricco. Alla fine della stesura di Mr Gwyn, lo scrittore ha deciso di scrivere realmente questo libro, solo citato nella precedente opera. Difatti, come spiega lo stesso scrittore in una nota all'interno del romanzo, "Tre volte all'alba è una sorta di continuazione del pensiero di Jasper Gwyn, ma può essere capito anche senza aver letto il precedente lavoro".

## Edizioni
- Alessandro Baricco, Tre volte all'alba, I Narratori, Feltrinelli, 2012,  pp. 96, ISBN 88-07-01905-1.